# Fundação de Parques Municipais

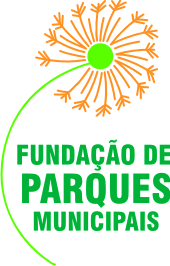

Criada no dia 1° de janeiro de 2005, a Fundação de Parques Municipais, vinculada à Secretaria Municipal de Meio Ambiente de Belo Horizonte, é responsável por uma área de 8,4 milhões de metros quadrados, incluindo 74 parques, cinco Centros de Vivência Agroecológica (CEVAEs), quatro cemitérios e uma Capela de Velório em Belo Horizonte.

## Parques

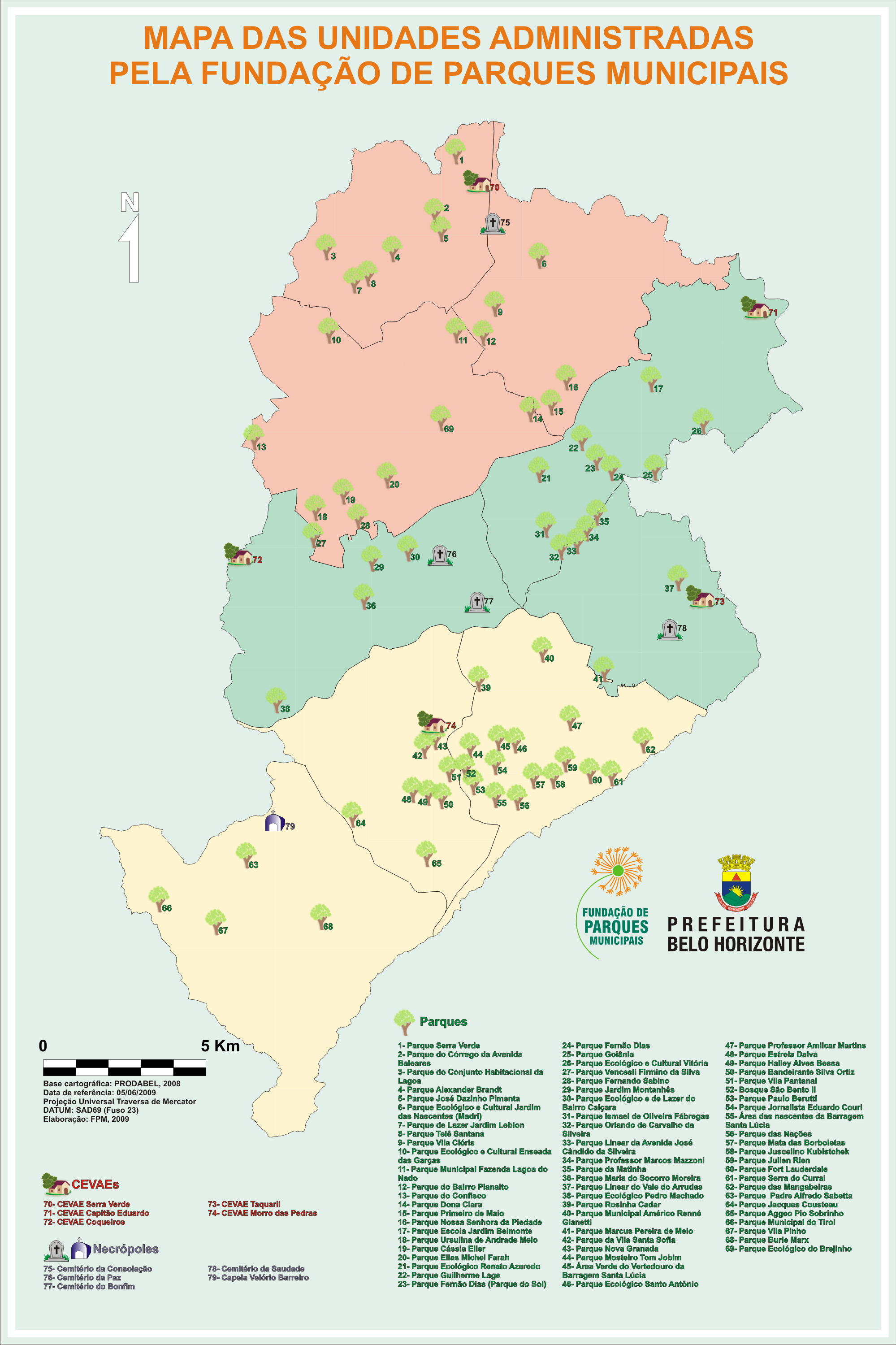

### Barreiro
- Parque Roberto Burle Marx (Parque das Águas)
- Parque Carlos de Faria Tavares
- Parque Ecológico Padre Alfredo Sabetta (Parque Teixeira Dias)
- Parque Municipal do Tirol

### Centro-Sul
- Parque Municipal Américo Renné Giannetti
- Parque Municipal das Mangabeiras
- Parque Julien Rien
- Parque Mata das Borboletas
- Parque Municipal Juscelino Kubitschek (Parque do Acaba Mundo)
- Parque da Serra do Curral
- Parque Rosinha Cadar
- Parque Paulo Berutti
- Parque das Nações
- Parque Fort Lauderdale
- Parque Ecológico Santo Antônio
- Parque Professor Amílcar Vianna Martins
- Parque Mosteiro Tom Jobim
- Parque Jornalista Eduardo Couri
- Área do vertedouro da Barragem Santa Lúcia
- Área das Nascentes da Barragem Santa Lúcia
- Bosque São Bento II

### Leste
- Parque Marcus Pereira de Melo
- Parque Linear do Vale do Arrudas (Parque do Centenário)

### Venda Nova
- Parque Alexander Brandt
- Parque do Conjunto Habitacional Lagoa
- Parque de Lazer Jardim Leblon
- Parque José Dazinho Pimenta
- Parque do Bairro Jardim Leblon
- Parque Serra Verde
- Parque Ecológico José Lopes Dos Reis
- Parque Telê Santana

### Nordeste
- Parque Ecológico e Cultural Professor Marcos Mazzoni (Parque Ecológico e Cultural da Cidade Nova)
- Parque Orlando de Carvalho Silveira
- Parque da Matinha (Parque Municipal da Reserva Ecológica do Bairro União)
- Parque Ecológico Renato Azeredo
- Parque Professor Guilherme Lage
- Parque Ismael de Oliveira Fábregas
- Parque Escola Jardim Belmonte
- Parque Linear Av. José Cândido da Silveira
- Parque Fernão Dias Parque do Sol
- Parque Fernão Dias
- Parque Ecológico e Cultural Vitória
- Parque Goiânia

### Noroeste
- Parque Ecológico de Lazer do Bairro Caiçara
- Parque Maria do Socorro Moreira
- Parque Ecológico Pedro Machado
- Parque Ecológico Vencesli Firmino da Silva
- Parque Jardim Montanhês

### Norte
- Parque do Bairro Planalto
- Parque Nossa Senhora da Piedade
- Parque do Primeiro de Maio
- Parque Vila Clóris
- Parque Ecológico e Cultural Jardim das Nascentes (Madri)

### Oeste
- Parque Halley Alves Bessa
- Parque Jacques Cousteau
- Parque Estrela Dalva
- Parque da Vila Pantanal
- Parque Aggeo Pio Sobrinho
- Parque Nova Granada
- Parque da Vila Santa Sofia
- Parque Bandeirante Silva Ortiz

### Pampulha
- Parque Municipal Ursulina de Andrade Mello
- Parque do Confisco
- Parque Elias Michel Farah
- Parque Municipal Fazenda Lagoa do Nado
- Parque Municipal Ursulina de Andrade Melo
- Parque Cássia Eller
- Parque Dona Clara
- Parque Fernando Sabino
- Parque Ecológico e Cultural Enseada das Garças
- Parque Ecológico do Brejinho

| Galeria de Fotos   |                                  |                                          |                                                      |
|                    |                                  |                                          |                                                      |
| Parque Julien Rien | Parque Municipal das Mangabeiras | Parque Municipal Américo Renné Giannetti | Parque Ecológico e Cultural Professor Marcos Mazzoni |

## Centros de Vivência Agroecológica
- CEVAE Serra Verde
- CEVAE Capitão Eduardo
- CEVAE Taquaril
- CEVAE Morro das Pedras
- CEVAE Coqueiros

## Necrópoles
- Cemitério da Paz
- Cemitério do Bonfim
- Cemitério da Consolação
- Cemitério da Saudade
- Capela de Velório do Barreiro